# BREM-84
El BREM-84/BREM-84 Atlet  es el más reciente desarrollo ucraniano en vehículos de ingenieros y/o de recuperación de carros de combate, es un derivado del T-84 del que utiliza un porcentaje importante de partes, y cuya construcción ahora es exclusivamente local, se construye a la par que el T-84 desde 1994, y ha entrado en servicio dentro de las Fuerzas Armadas de Ucrania en el año 2004 de manera oficial. Su motor de alto rendimiento lo convierte en uno de los vehículos de ingenieros más rápidos existentes en el mundo, con una relación potencia-peso de alrededor de 32 caballos de fuerza por tonelada (21,9 kW / t). Hasta el momento su diseño incluye dos armas, dos ametralladoras: una Ametralladora KMDB-KMT 12,7 para defensa antiaérea, y otra del modelo KMDB-KMT en calibre 7,62 para defensa cercana; ambas de nueva generación, aparte de la armadura explosiva reactiva (ERA) del modelo Kontakt-5, entre otras mejoras heredadas de su carro de combate base. Entró en servicio en el 2003, y el BREM-84 está destinado tanto al uso local como a la exportación junto al T-84 Oplot, esperando llegue a ser el vehículo de ingenieros estándar del ejército de Ucrania.

## Historia de producción
El desarrollo del BREM-84 comenzó con el despliegue del T-84, que está diseñado para operar en climas y condiciones extremas, y para el que no se incluyó ningún sistema de respaldo, teniéndose que usar los BREM-80U como sus vehículos de salvamento. 
La concepción de un blindado de apoyo, natural dentro de la concepción de un carro de combate, estuvo obviada desde su concepción inicial, por lo que se hizo necesario crear, a partir de cero, un blindado de respaldo complementario que contase con características superiores, o al menos similares, a las del tanque en cuestión.
Debido al colapso de Unión Soviética, la fábrica KMDB así como la Planta de motores de Malishev no fueron capaces de obtener módulos vitales dentro de la construcción del blindado; tales como el motor y los anexos de blindaje cerámico; que durante la existencia de la Unión Soviética venían de Rusia, y tan sólo la primera serie del T-84 como del BREM-84 fue producidos con este accesorio de gran ayuda, luego los modelos posteriores del T-84 así como los del BREM-84 estarían hechos de capas de goma intercaladas entre sí con las láminas de acero, siendo éste su mayor vulnerabilidad frente al embate de un carro de combate moderno.
La exclusión de módulos de cerámica, supone un blindaje inferior, no solo en comparación de los carros de combate actuales, sino también con los antiguos modelos de T-80. Luego, el desarrollo de la industria bélica de Ucrania se motivó por la necesidad de independizar su industria bélica de la de Rusia. 
Un ejemplo de ello se vio en agosto de 1996, cuando Pakistán decide adquirir 320 T-80UD de los arsenales de Ucrania por un valor de 580 millones de dólares. Después del envío de las primeras 15 unidades en febrero de 1997, Rusia protestó por la venta de las mismas; argumentando que su construcción fuera hecha con algunos componentes de origen ruso (cuando aún existía la Unión Soviética); y que por lo tanto no se podían vender sin reconocer derechos de patentes, siendo que Ucrania envió otras 20 unidades más hasta mayo de 1997, y luego se viera la factoría KMDB obligada construir los 285 tanques restantes desde cero, los que fueron enviados bajo denominación Ob'yekt 478BEh; que se presume son de características similares al T-84, aunque otras fuentes informan que son T-80U modificados.
Tras este incidente, la factoría KMDB decide desarrollar el blindaje reactivo Noz-H, similar en prestaciones al Kontak-5 ruso, pero más liviano y así dota a los últimos lotes, tanto del T-84 como a los del BREM-84, con un nivel de protección correspondiente a sus contrapartes rusa y occidental.

## Características
La disposición estructural del BREM-84/BREM-Atlet es similar a la de otros vehículos similares, y se compone de tres compartimientos aislados: 
- Un compartimiento para la tripulación.
- La sala de máquinas, donde se colocan los tanques del combustible junto a los aparejos del cabrestante principal, la caja de cambios, y la unidad de embrague, los sistemas hidráulicos y depósitos adicionales de combustible.
- El compartimiento bipartito (motor-transmisión).

El BREM-84/BREM Atlet está destinado a prepararse para la recuperación y reparación de blindados, para remolcar vehículos blindados dañados, y para llevar a cabo trabajos rápidos de soldadura, así como los trabajos de excavación de los ingenieros militares, y siendo el transporte de piezas de repuesto y materiales de consumo, con un tope de carga de hasta 15 toneladas, siendo ésta su mayor limitación.
Los sistemas de aire acondicionado para la tripulación se mantuvieron, siendo su rango de operación similares a los del Oplot (de entre -40 °C hasta los 55 °C).

### Funciones
- Mantenimiento de los blindados de forma técnica en el campo de batalla, en eventos diúrnos/nocturnos.

- Desarrollo de tareas de inteligencia de ingenieros.

- Remolque de vehículos blindados defectuosos y dañados a los albergues próximos.

- Reparaciones simples/medias/compuestas con los elementos prefabricados y/o provenientes de vehículos dañados.

- Reparación de motores.

- Motor de respaldo para el funcionamiento de las máquinas de soldadura eléctrica/autógena/MIG y la operación de equipos neumáticos.

- Ayuda y respaldo a las tripulaciones de blindados en su mantenimiento.

- Operaciones de elevación/tiro de cascos/motores averiados.

- Remolque/tiro de los vehículos blindados varados y hundidos en toda clase de obstáculos/atascos

deshaciendo las barreras de agua a lo largo de la parte inferior.
- Ejecución de las operaciones de soldadura y corte de los blindados a reparar.

- Se mejora su rendimiento con los nuevos equipos de excavación instalados, entradas y salidas, y otras auto-afianzamiento por medio de soportes instalados de mayores prestaciones.

## Usuarios

### Actuales
- Ucrania

En servicio desde el 2001 junto al T-84 Oplot, con 4 Unidades recibidas en el 2003, más otras unidades adicionales recibidas en el transcurso del decenio 2002-2012, el número de unidades en servicio es desconocido, pero según otras fuentes se asume que hay al menos 4.
- Tailandia

2

### Desarrollos relacionados
- T-80
- BREM-80U
- T-84

### Artículos similares
- Bergepanzer Büffel
- BREM
- M88 Armoured Recovering Vehicle
- WZT-1
- WZT-2
- WZT-3